# Cognet (Isère)
Cognet település Franciaországban, Isère megyében. Lakosainak száma 36 fő (2022. január 1.). Cognet La Mure, Ponsonnas, Prunières, Saint-Arey és Saint-Jean-d’Hérans községekkel határos.

## Népesség
A település népességének változása:
| Lakosok száma | 47   | 30   | 40   | 46   | 47   | 44   | 42   | 40   | 39   | 36   |
|               | 1968 | 1982 | 1990 | 2006 | 2013 | 2015 | 2017 | 2019 | 2020 | 2022 |